# Сарагуры
Сарагуры (лат. Saragurs, др.-греч. Σαράγουροι, сир. s.r.w.r.g.wr, Šarağurs) — евразийские огурские (тюркские) кочевые племена, упомянавшиеся в V и VI веках. Это могут быть Сулуцзе (蘇路羯, suoluo-kjɐt), упомянутые в китайской Книге Sui (Суй). Они произошли из Западной Сибири и казахских степей, откуда были вытеснены на север Кавказа сабирами.

## История
Около 463 г. н. э. акациры и другие племена, входившие в состав гуннского союза, подверглись нападению сарагуров, одного из первых огурских племен, вошедших в Причерноморско-Каспийскую степь в результате миграций, начатых во Внутренней Азии уарами (аварами), напавшими на Кидары (подгруппа ксионов . Акацири жили к северу от Черного моря, к западу от Крыма . Согласно Приску, в 463 г. Эрнах и Денгизич прислали представителей сарагуров, огуров (или уроги, возможно, византийская ошибка для уйгуров) и оногуров к императору в Константинополе, и объяснили, что они были изгнаны из своей родины сабирами, которые подверглись нападению аваров во Внутренней Азии. В 469 году сарагуры запросили и получили римскую защиту. В конце 500-х годов сарагуры, кутригуры , утигуры и оногуры владели частью степи к северу от Черного моря . В 555 г. Псевдо-Захария Ритор упоминает сарагуров как одно из тринадцати кочевых племен к северу от Кавказа, однако неизвестно, существовало ли это племя в то время. Между 630 и 635 годами хану Кубрату удалось объединить оногурских булгар с племенами кутригуров и утигуров и, вероятно, сарагуров под единым правлением, создав мощную конфедерацию, о которой упоминали средневековые авторы в Западной Европе, как Старая Великая Болгария, или Patria Onoguria. По мнению некоторых учёных, его правильнее называть Оногундур-Булгарской империей.

## Этимология
Питер Бенджамин Голден пишет что Saraγur или Šara Oγur означает «жёлтые» или «белые» огуры. Saraghurs («White Oghurs») буквально как Сара Огуры.